# Benthoctopus fuscus
Benthoctopus fuscus är en bläckfiskart som beskrevs av Isao Taki 1964. Benthoctopus fuscus ingår i släktet Benthoctopus och familjen Octopodidae. Inga underarter finns listade i Catalogue of Life.